# Hornomlýnský rybník
Hornomlýnský rybník, či také Vernerák je průtočný rybník na Kunratickém potoku v Kunraticích, Praze 4. Slouží jako záchytná vodní plocha, k chovu ryb (každoročně se zde provádí výlov) a jako krajinotvorný prvek. Vodu v něm zadržuje zemní sypaná hráz výšky 5,5 metrů po které vede ulice "K Verneráku". Má plochu hladiny 14 984 m2 a celkový objem nádrže činí 33 554 m3.
Po toku Kunratického potoka nahoru se nejblíž nachází Šeberák, pod Hornomlýnským rybníkem se nachází rybník Dolnomlýnský. Jeho další přívod vody tvoří Vernerovy prameny, které se nacházejí několik metrů nad tímto rybníkem v lese.

## Příroda

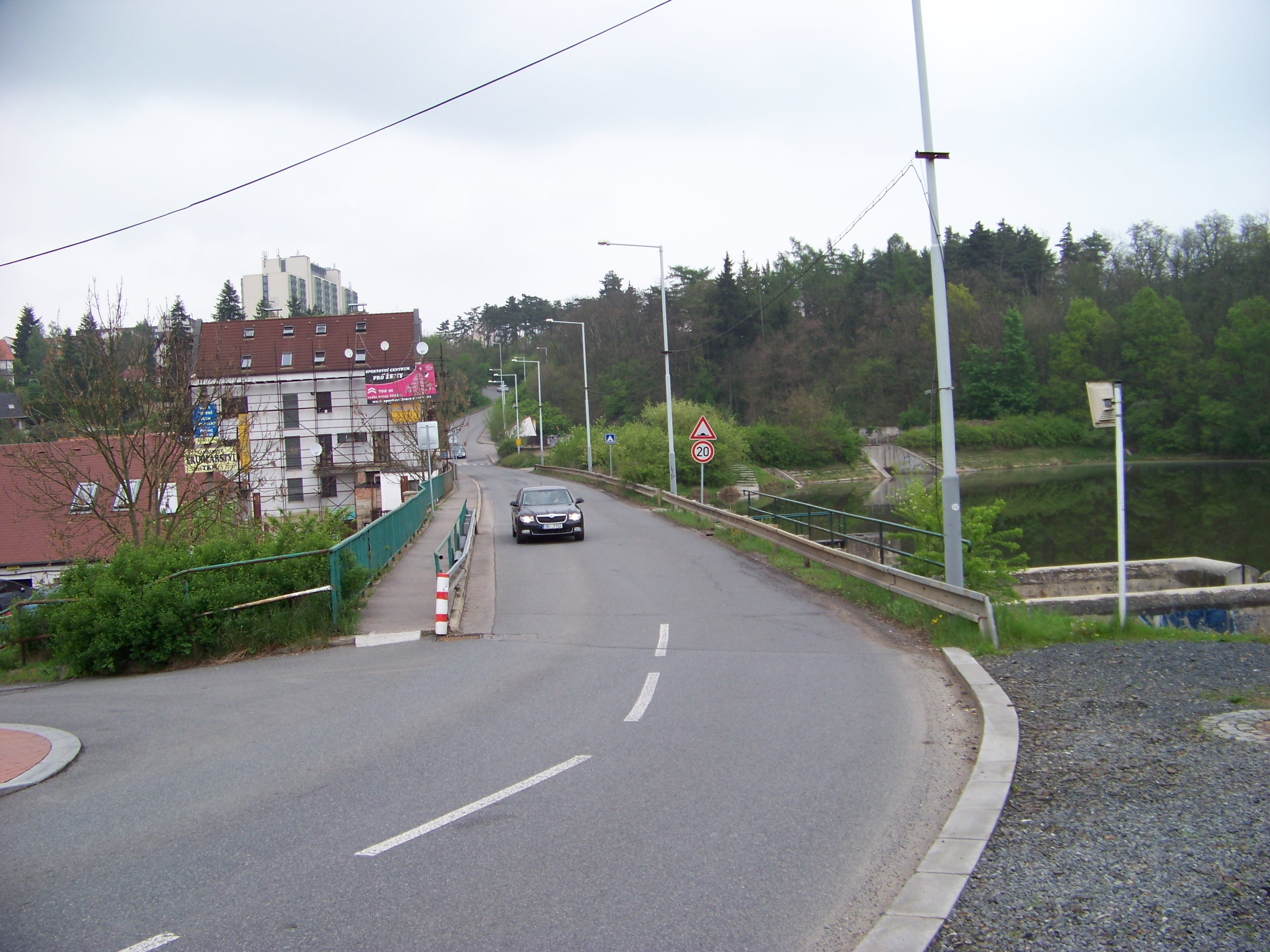
Ulice K Verneráku, Vernerák napravo

Z přírodního hlediska není rybník příliš zajímavý, břehy totiž prudce klesají do vody a jsou většinou zastíněny stromy. Celkově bylo v okolí Verneráku zaznamenáno v roce 2013 47 druhů rostlin, 4 druhy obojživelníků, 282 druhů motýlů, 7 druhů vodních měkkýšů a 3 druhy ptáků.

## Historie
Okolí rybníka nebylo dříve zarostlé jako v současnosti. Kolem rybníka se rozkládaly pastviny a na pravém břehu vyčnívaly skalní výchozy. Původní plocha rybníka byla přibližně 19 000 m2.
Dnešní podobu získal rybník v 90. letech minulého století, kdy v rámci odvádění dešťových vod z nových sídlišť v Kunraticích byla část rybníka zasypána a vznikla zde dešťová usazovací nádrž. V souvislosti s výstavbou této nádrže bylo provedeno zvýšení bezpečnostního přelivu a nové opevnění hráze, na kterém byla vystavěna nová silnice.

## Dešťová nádrž
V 90. letech minulého století byla k rybníku přistavěna také dešťová usazovací nádrž. Slouží k zachycení hlavního podílu znečištění dešťových vod, které je spláchnuto do kanalizace a je do Verneráku vyváděno. Jejím cílem je omezit znečištění vodního toku. Je pravidelně kontrolována a čištěna, jejím vlastníkem je město Praha a provozovatelem jsou Lesy ČR.

## Mlýn
Pod hrází na západní straně rybníka stál až do konce 20. století Hořejší mlýn.